# 2013年1月澳门
- 1月2日：元旦32萬人次出入境。[1]
- 1月7日：河底隧道為唯一合法通道入澳大橫琴校區。[2]
- 1月10日：養老金調升至三千元，社保基金指出，社保供款調升方案建議，由現階段社保供款金額每月四十五元調升至一百元，勞資雙方供款比例則建議由現時的一比二調整為一比一點五，即勞方每月供款四十元，資方六十元，總供款額佔平衡供款的比例調升至一成五。[3]
- 1月31日：祐漢牡丹樓發生大火，火警懷疑一單位叉電器故障引發，火勢迅速蔓延，頓成火海，消防局表示，大廈的冷巷狹窄，並有僭建物和雜物，令火勢迅速蔓延，阻礙消防員灌救。[4]